# Высотомер

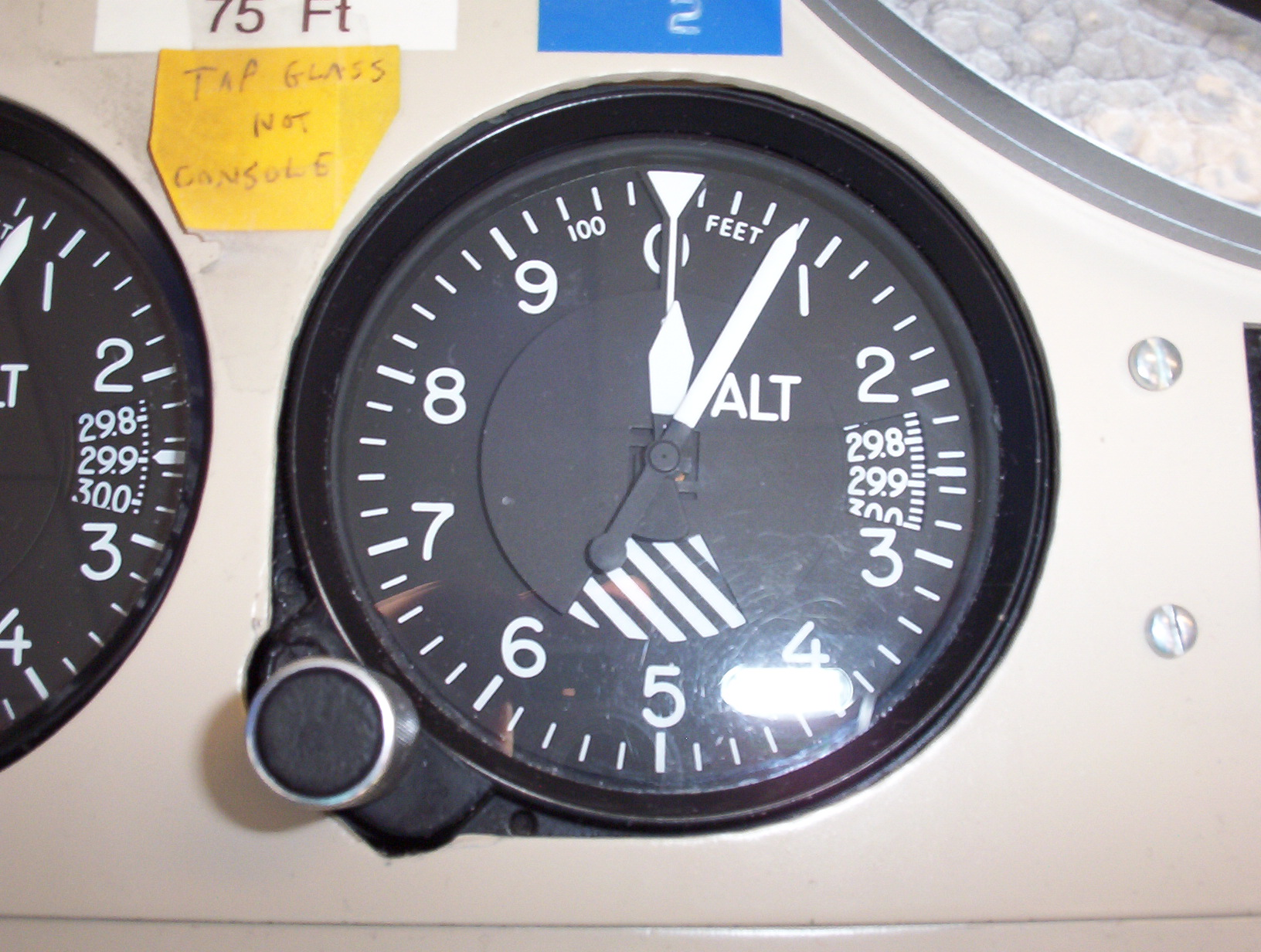
Трехстрелочный высотомер

Высотоме́р (или альтиме́тр от лат. altus — высокий) — прибор, предназначенный для измерения высоты. В случае пилотируемого летательного аппарата высотомер является пилотажно-навигационным прибором, указывающим высоту полёта. По принципу устройства высотомеры делятся на барометрические, радиотехнические (в том числе радиовысотомеры), инерциальные, ионизационные и прочие.
В старину высотомером называли простейший угломерный инструмент для определения высоты светил (планет, звёзд), то есть их углового положения.

## Барометрический высотомер

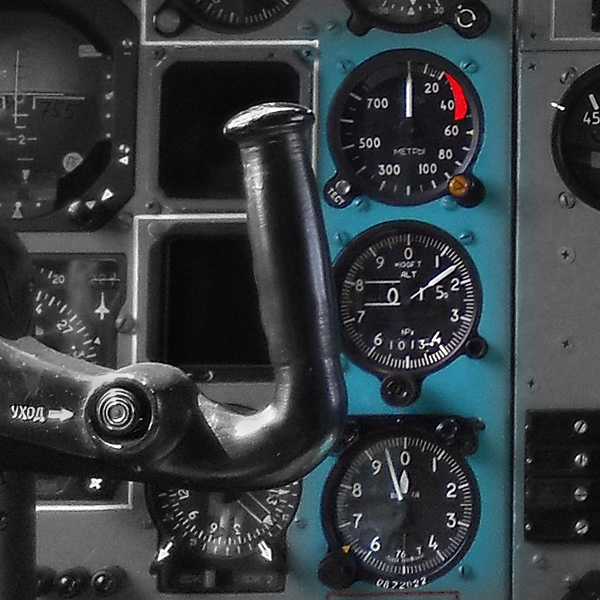
Радиовысотомер РВ-5, однострелочный высотомер УВИД и двустрелочный ВМ-15 на Ту-154М-100

Барометрический высотомер предназначен для определения барометрической высоты или относительной высоты полёта.
Принцип действия барометрического высотомера основан на измерении давления атмосферы. Известно, что с увеличением высоты уменьшается и атмосферное давление. Данный принцип положен в основу прибора, который на самом деле измеряет не высоту, а давление воздуха. Конструктивно прибор состоит из запаянной коробочки с мембраной, изменение положения которой механически связано со стрелками, перемещающимися по шкале, проградуированной в цифрах. На машинах со сравнительно низким практическим потолком (на Ан-2 и большинстве других поршневых самолётов, на вертолётах) установлен двухстрелочный высотомер ВД-10 или аналогичный зарубежный, подобный обычным часам — только циферблат разделён не на 12, а на 10 секторов, каждый сектор для большой стрелки означает 100 м, а для маленькой — 1000 м.
Аналогичный по конструкции высотомер ВД-20 (высотомер двухстрелочный на высоту до 20 км), установленный, например, на Ту-134, имеет отдельную градуировку циферблата для короткой стрелки до 20 км. Примечательно, что данная конструкция стала международным стандартом. Другие высотомеры, например УВИД-15, имеют лишь длинную стрелку (один оборот за 1000 м или 1000 фт высоты), а полная высота отображается цифрами в окне. Точность измерения барометрических высотомеров (допустимая погрешность измерений) определяется действующими стандартами и лежит, как правило, в пределах до 10 м.
Высота полёта воздушного судна над земной (либо водной) поверхностью вычисляется по разности давления воздуха в точке нахождения судна и давления на поверхности, над которой оно находится. Атмосферное давление на поверхности (как правило, в районе аэродромов посадки, горных массивов либо крупных опасных препятствий) сообщается экипажу наземными службами. Для правильного отображения высоты полёта на приборе необходимо вручную установить величину атмосферного давления на земле (или давление, приведённое к уровню моря). Неправильная установка экипажем такого давления при полётах с нулевой видимостью не раз становилась причиной авиакатастроф.
Нужно отметить, что в авиации могут применяться несколько вариантов установки давления барометрического высотомера. В России и некоторых странах СНГ при полётах ниже эшелона перехода (ниже нижнего эшелона) принято устанавливать давление аэродрома (при заходе на посадку и вылете) или минимальное давление на маршруте, приведённое к уровню моря (при полётах по маршруту). В большинстве стран мира ниже нижнего эшелона отсчёт высоты выполняют по давлению, приведённому к уровню моря.
Для полётов по воздушным трассам (выше высоты перехода) в авиации используется понятие эшелон, то есть условная высота, измеренная до изобары (условной линии постоянного давления) 760 мм рт. ст., она же 1013 мбар (гПа) или 29,92 дюйма рт. ст. Установка на всех воздушных линиях всеми без исключения воздушными судами одинакового давления на барометрических высотомерах создаёт единую для всех систему отсчёта, позволяющую осуществлять безопасное воздушное движение.
Снижение воздушного судна на посадку без достоверной информации об атмосферном давлении в районе аэродрома категорически запрещается.
По требованиям ИКАО на всех воздушных судах устанавливается т. н. диспетчерский высотомер (например, типа УВИД), который, помимо показа высоты на шкале, выдаёт сигнал высоты самолётному ответчику, благодаря чему авиадиспетчер может видеть на экране точную высоту воздушного судна.

### Парашютный высотомер
Парашютный высотомер — это обычный барометрический высотомер с удобным креплением на руку. Предназначен для измерения и визуального контроля высоты в свободном падении и при спуске на раскрытом парашюте, а также для определения атмосферного давления. Имеет малый размер и массу (площадь циферблата — в среднем не больше 10х10 см, масса — не более 700 г). Корпус выполняется из ударостойкого материала. Также, на парашюте, нередко, устанавливается автомат высоты (по конструкции — тот же высотомер), автоматически раскрывающий парашют на заданной высоте, если этого не сделал парашютист.
Существуют также электронные парашютные высотомеры, они не только измеряют высоту, но и сигнализируют на заданных высотах.

## Радиотехнический высотомер

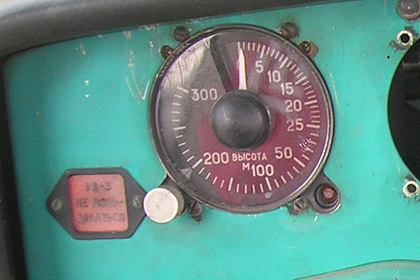
Индикатор РВ-3 и табло «РВ-3 не пользоваться» на вертолёте Ми-2

Принцип действия РВ основан на измерении отрезка времени между посылкой и приёмом электромагнитных волн, отражённых от поверхности, до которой измеряется высота (земля либо вода). В отличие от барометрических высотомеров, радиовысотомер измеряет истинную высоту полёта, поэтому не зависит от наличия информации о давлении воздуха, отличается также более высокой точностью. На практике радиовысотомеры используются на малых высотах, вблизи земной (либо водной) поверхности, потому что применение данной технологии с больших высот требует мощного источника излучений, а также аппаратуры, способной эффективно противостоять помехам.
Конструктивно прибор состоит из СВЧ радиопередатчика, направленная антенна которого расположена «на брюхе» воздушного судна, приёмника отражённого сигнала, устройств обработки сигналов, и индикатора на приборной доске экипажа, на который передаются данные о текущей высоте. Радиовысотомеры делятся на РВ малых высот (например, отечественные РВ-3, РВ-5), которые предназначены для определения высот до 1500 метров и, как правило, работают в режиме непрерывной радиолокации, и высотомеры больших высот (более 1500 м, наподобие РВ-18, измеряющего высоты до 30 км), обычно работающие в импульсном режиме. Практически у всех РВ имеется сигнализатор малой высоты, подающий световой и звуковой сигнал при понижении высоты ниже заданной, установленной лётчиком.
К недостаткам прибора можно отнести выраженную направленность измерений (направление луча передатчика, направленного перпендикулярно вниз). По этой причине применение радиовысотомеров эффективно только в равнинной местности и практически бесполезно в горных и сильно пересечённых районах. В крене РВ показывает завышенную высоту, так как высота — вертикальный катет треугольника, а луч радиовысотомера в крене направлен по гипотенузе, поэтому при значительных кренах (более 15-20 градусов) может включаться предупреждающая световая сигнализация. Тангаж обычно не учитывается, так как у транспортных летательных аппаратов он редко превышает упомянутые 15-20°. Кроме того, вызывает вопросы экологичность радиоизмерений, так как для обеспечения требуемой точности необходимо применять коротковолновые мощные передатчики, несущие явную опасность для биосферы.

## Гамма-лучевой высотомер
В конструкции высотомера используется источник гамма-излучения (обычно — изотопы 60Со, 137Сs). Приёмник фиксирует обратное рассеяние, отражённое от атомов внутри подстилающей поверхности. Гамма-лучевые высотомеры используются на малых высотах (метры, десятки метров от поверхности). Основное применение — формирование исполнительного сигнала для системы мягкой посадки спускаемых аппаратов космических кораблей. В частности, в КК «Союз» гамма-лучевой высотомер (шифр изделия «Кактус») установлен у днища спускаемого аппарата, и место его установки маркировано знаком радиационной опасности.